# Habitatge a la rambla del Doctor Pearson, 9 (Tremp)
L'Habitatge a la rambla del Doctor Pearson, 9 és un edifici de Tremp (Pallars Jussà) protegit com a Bé Cultural d'Interès Local.

## Descripció
Es tracta d'un edifici entre mitgeres situat a la Rambla del Doctor Pearson. L'edifici consta d'una construcció de quatre altures, planta baixa i tres pisos. Destaca per la composició simètrica de la façana, recordant a línies tradicionals de l'arquitectura del XIX i a la vegada, amb línies racionalistes. Les obertures, de proporció vertical, es troben emmarcades en el seu perfil per una diferenciació cromàtica. Destaca el balcó corregut del primer pis i la galeria de cinc finestres del darrer nivell.